# جائزة التشيك الكبرى للدراجات النارية 2007
جائزة التشيك الكبرى للدراجات النارية 2007 هو سباق دراجات نارية أقيم بتاريخ 19 أغسطس 2007 في حلبة برنو. كان الجولة الثانية عشر من أصل 18 في سباق الجائزة الكبرى للدراجات النارية موسم 2007. فاز كيسي ستونر بفئة الموتو جي بي بينما جاء جون هوبكنز في المركز الثاني وحصل على المركز الثالث نيكي هايدن.

## وصلات خارجية
- الموقع الرسمي